# Sankt Jørgensbjerg Sogn
Sankt Jørgensbjerg Sogn 

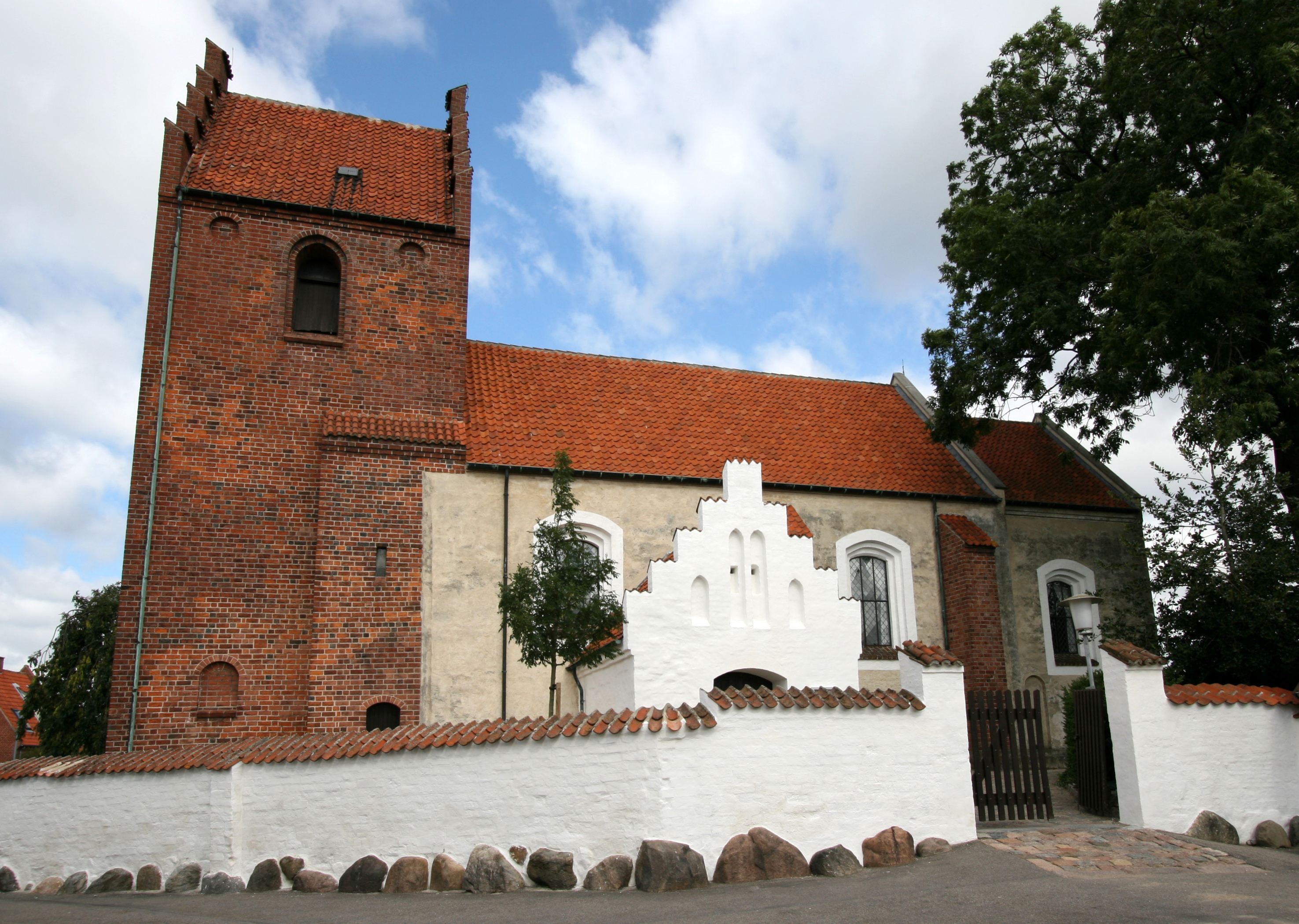
Sankt Jørgensbjerg Kirke

ist eine Kirchspielsgemeinde (dän.: Sogn)
auf der Insel Sjælland im südlichen Dänemark.
Bis 1970 gehörte sie zur Harde Sømme Herred im damaligen Københavns Amt (bis 1808: Roskilde Amt), danach zur Roskilde Kommune im „neuen“ Roskilde Amt, die im Zuge der  Kommunalreform zum 1. Januar 2007 in der „neuen“ Roskilde Kommune in der Region Sjælland aufgegangen ist.
Von den 52.580 Einwohnern von Roskilde leben 10.508 im Kirchspiel Sankt Jørgensbjerg (Stand: 1. Januar 2023).
Im Kirchspiel liegen die Kirchen „Sankt Jørgensbjerg Kirke“ und „Sankt Hans Hospitalskirke“.
Nachbargemeinden sind im Südosten Roskilde Domsogn und im Südwesten Svogerslev Sogn.